# Biz NISSAN
Biz NISSAN（ビズ ニッサン）とは、日産自動車の商用車・社用車ブランド。Biz NISSANの商品は日産の「商用車プロショップ」で販売される。

## 販売車種
Biz NISSANでは、通常の日産車以外に、専用の特装車も販売する。Biz NISSANのみで販売する特装車は以下の通り。

### アトラスベース
- アトラス 冷蔵・冷凍車
- アトラス ドライバン
- アトラス ドライバン派生車

### NT100クリッパーベース
- NT100クリッパー 保冷車
- NT100クリッパー 冷蔵・冷凍車
- NT100クリッパー リフター付車
- NT100クリッパー ダンプ

### キャラバンベース
- キャラバン 保冷・冷蔵車
- キャラバン リフター付車
- キャラバン 幼児通園専用車
- キャラバン トランスポーター

### NV200バネットベース
- NV200バネット 保冷・冷蔵車
- NV200バネット リフター付車

### 緊急車両
- パラメディック